# Pascal van Norden
Pascal van Norden (Gouda, 5 september 1972) is een Nederlands ultrarunner en trailrunner. Hij is een ex-bokser in de A-klasse, hij stopte met actief boksen na de geboorte van zijn zoon. Hij is gespecialiseerd in de lange afstanden, vooral boven de 60 km. In 2003 is hij serieus met hardlopen begonnen.
De 100 km van Winschoten liep hij in 2017, in 6 uur, 55 minuten en 10 seconden waarmee hij zijn titel als Nederlands kampioen 100 km prolongeerde. Tevens zette hij een persoonlijk record, waarbij hij in 2016 een tijd neer had gezet van 7 uur, 6 minuten en 30 seconden. Pascal van Norden schreef al meerdere ultraloop-wedstrijden op zijn naam en wordt door velen gezien als een van de beste trailrunners van Nederland.

## Nederlandse kampioenschappen
| Onderdeel | Jaar             |
| --------- | ---------------- |
| 100 km    | 2015, 2016, 2017 |

## Tijden 2017
| Wedstrijd              | Afstand | Tijd    |
| ---------------------- | ------- | ------- |
| Zestig van Texel       | 60 km   | 4:06:26 |
| Marathon van Amsterdam | 42,2 km | 2:35:19 |
| NK 100 km Winschoten   | 100 km  | 6:55:10 |

## Tijden 2016
| Wedstrijd            | Afstand  | Tijd     |
| -------------------- | -------- | -------- |
| 6 uur Stein          | 85,45 km | 6 uur    |
| Marathon Rotterdam   | 42,2 km  | 2:34:18  |
| Zugspitze UltraTrail | 85 km    | 10:05:07 |
| NK 100 km Winschoten | 100 km   | 7:06:30  |
| Marathon Zeeland     | 42,2 km  | 2:47:10  |
| WK trail Portugal    | 85 km    | 10:40:39 |
| WK 100 km            | 100 km   | 6:55:13  |